# Филдс, Бенн
Бенджамин (Бенн) Филдс (англ. Benjamin "Benn" Fields; род. 17 декабря 1954) — американский легкоатлет, специалист по прыжкам в высоту. Выступал в середине 1970-х — начале 1980-х годов, обладатель серебряной медали Панамериканских игр в Сан-Хуане, победитель и призёр первенств национального значения.

## Биография
Бенн Филдс родился 17 декабря 1954 года. Занимался лёгкой атлетикой во время учёбы в старшей школе в Уошингтонвилле, штат Нью-Йорк, успешно выступал в прыжках в высоту и тройных прыжках, установил несколько рекордов школы, с прыжком на 1,98 метра становился чемпионом штата.
По окончании школы поступил в Университет штата Нью-Йорк в Нью-Палце, откуда перевёлся в Университет Сетон Хилл. Участвовал в чемпионатах Национальной ассоциации студенческого спорта (NCAA), национальных чемпионатах США, безуспешно пытался пройти отбор на летние Олимпийские игры 1976 года в Монреале.
После окончания университета Филдс продолжил спортивную карьеру, желая отобраться на следующие Олимпийские игры в Москве. Так, в 1977 году он прыгнул на 2,21 метра — с этим результатом занял четвёртое место на чемпионате США и попал в десятку сильнейших прыгунов страны по версии журнала Track & Field News.
На чемпионате США 1978 года показал результат 2,24 метра и выиграл серебряную медаль, уступив только бывшему рекордсмену мира Дуайту Стоунзу. Позднее на соревнованиях в Вальпараисо установил свой личный рекорд — 2,30 метра, с которым по версии журнала Track & Field News стал третьим в США и шестым в мире.
В 1979 году победил на чемпионате США в помещении и стал серебряным призёром на чемпионате США на открытом стадионе — на сей раз его превзошёл Франклин Джейкобс. Попав в состав американской национальной сборной, выступил на Панамериканских играх в Сан-Хуане и на VII летней Спартакиаде народов СССР в Москве — в обоих случаях завоевал серебряные награды, уступив Франклину Джейкобсу и Александру Григорьеву соответственно. Лучший свой результат в этом сезоне показал на турнире в Братиславе, где с прыжком на 2,27 метра проиграл только действующему рекордсмену мира Владимиру Ященко.
Филдс благополучно прошёл отбор на Олимпиаду в Москве, но Соединённые Штаты вместе с несколькими другими западными странами бойкотировали эти соревнования по политическим причинам. Вместо этого он выступил на альтернативном турнире Liberty Bell Classic в Филадельфии, где с результатом 2,26 превзошёл всех соперников. Впоследствии оказался в числе 461 спортсмена, кого за пропуск этих Игр наградили Золотой медалью Конгресса США.
В 1982 году на чемпионате США был вторым позади канадца Милтона Отти.
В 1984 году предпринял попытку отобраться на домашние Олимпийские игры в Лос-Анджелесе, но потерпел неудачу и на этом завершил спортивную карьеру.